# Strathmoor Manor (Kentucky)
Strathmoor Manor es una ciudad ubicada en el condado de Jefferson en el estado estadounidense de Kentucky. En el Censo de 2010 tenía una población de 337 habitantes y una densidad poblacional de 2.282,74 personas por km².

## Geografía
Strathmoor Manor se encuentra ubicada en las coordenadas 38°13′9″N 85°41′1″O / 38.21917, -85.68361. Según la Oficina del Censo de los Estados Unidos, Strathmoor Manor tiene una superficie total de 0.15 km², de la cual 0.15 km² corresponden a tierra firme y (0%) 0 km² es agua.

## Demografía
Según el censo de 2010, había 337 personas residiendo en Strathmoor Manor. La densidad de población era de 2.282,74 hab./km². De los 337 habitantes, Strathmoor Manor estaba compuesto por el 95.25% blancos, el 1.78% eran afroamericanos, el 0.3% eran amerindios, el 1.19% eran asiáticos, el 0% eran isleños del Pacífico, el 0% eran de otras razas y el 1.48% pertenecían a dos o más razas. Del total de la población el 2.97% eran hispanos o latinos de cualquier raza.